# Цефен
Цефен (нім. Zeven) — місто в Німеччині, розташоване в землі Нижня Саксонія. Входить до складу району Ротенбург-на-Вюмме. Центр об'єднання громад Цефен.
Площа — 73,9 км2. Населення становить 13 828 ос. (станом на 31 грудня 2021).